# Clay County (Arkansas)
Clay County is een county in de Amerikaanse staat Arkansas.
De county heeft een landoppervlakte van 1.656 km² en telt 17.609 inwoners (volkstelling 2000). De hoofdplaats is Piggott.